# Marine d'État du Massachusetts

Pavillon maritime du Massachusetts.

La Marine d'État du Massachusetts (d'abord appelée Marine Coloniale du Massachusetts) est une marine composée de miliciens  durant la Guerre d'indépendance des États-Unis. Elle a été fondée le 29 décembre 1775 pour  défendre les intérêts du Massachusetts face aux forces britanniques.
Cette force a utilisé 25 vaisseaux pendant la guerre, certains comme bâtiments de guerre, d'autres comme bateau-prison ou transport de courrier.
À la différence de la plupart des autres états, la Marine d'État du Massachusetts n'a jamais été officiellement dissoute et s'est simplement incorporée dans l'United States Navy et ses navires ont gardé leur Pavillon Maritime.